# Cézar Busatto
Cézar Augusto Busatto (Veranópolis, 6 de abril de 1952 – Porto Alegre, 13 de agosto de 2018) foi um economista e político brasileiro, com base no Rio Grande do Sul, filiado ao PPS.

## Trajetória política
Agente Fiscal do Tesouro do Estado e professor universitário, com Mestrado no México, teve militância no movimento estudantil e no antigo PMDB (atual MDB), sendo Secretário Especial de Governo e adjunto da Fazenda na administração Pedro Simon no governo do estado (1987-1990).
Elegeu-se deputado estadual em 1994, com 21.428 votos. Naquela legislatura, porém, licenciou-se para ser Secretário de Estado da Fazenda no governo Antônio Britto. Participou ativamente das negociações com General Motors, Ford e Navistar, e coordenou o programa "Paguei, quero nota", de combate à sonegação fiscal.
Reeleito deputado estadual em 1998 com 59.051 votos, disputou a prefeitura de Porto Alegre em 2000, pela coligação PMDB-PL, não passando ao segundo turno. Em 2001, deixa o PMDB e filia-se  ao PPS, juntamente com Antônio Britto, José Fogaça, Paulo Odone, Berfran Rosado, entre outros peemedebistas que fizeram parte da administração do estado entre 1995 e 1998. Em 2002, na nova sigla, conquista o terceiro mandato como deputado estadual.
Em 2004, com a eleição de Fogaça como prefeito de Porto Alegre, Busatto torna-se Secretário de Coordenação Política e Governança Local (SMGL), sendo o principal articulador político da administração. Com o retorno de Fogaça ao PMDB, em 2007, suas relações com o PPS estremeceram, mas Busatto seguiu apoiando o prefeito. Só deixou o secretariado em fevereiro de 2008, para assumir a Casa Civil do governo Yeda Crusius no Rio Grande do Sul, sendo substituído na Coordenação Política da capital pela vereadora Clênia Maranhão.
Deixaria a Casa Civil em 6 de junho de 2008, após a divulgação, por parte do vice-governador Paulo Feijó, de gravações onde Busatto admitiu a existência de corrupção em órgãos estaduais como o Banrisul e o Detran-RS, que seriam usados como fontes para financiamento de campanha.
Em março de 2009, passou a dirigir a Secretaria de Desenvolvimento Econômico e Projetos Estratégico da cidade de Santa Maria, na gestão do prefeito Cezar Schirmer, onde lança o Pavilhão da Inovação da FEISMA.
Em maio de 2010 retornou à posição de Secretário de Coordenação e Governança Local da cidade de Porto Alegre.
Em 2013, com a reeleição do prefeito de Porto Alegre José Fortunati, continuou na coordenação da secretaria, desta vez renomeada como Secretaria Municipal de Governança Local.

## Voluntariado no exterior
Em agosto e novembro de 2008, viaja para os Estados Unidos a convite da Universidade de Stanford, onde participa de Programa de Pesquisa no Centro de Democracia Deliberativa, liderado pelo Professor James Fishkin. Durante este período, integra-se como voluntário na campanha eleitoral de Barack Obama, experiência de qual resultou o livro “Um voluntário na Campanha de Obama”, pela editora Pública.

## Trabalhos literários
Também fazem parte de sua trajetória literária os seguintes livros:
- Anjos Anônimos (1998);
- Democracia, Prosperidade e Responsabilidade Social (1999);
- Um dos autores da coletânea O Jeito Petista de Governar, o exemplo de Porto Alegre (2000);
- Responsabilidade Social, Revolução do Nosso Tempo (2001);
- Coautor de A Crise Financeira Estrutural do Governo do Estado (2004);
- Coautor de Governança Solidária Local – fundamentos políticos da mudança em Porto Alegre (2004);
- Coautor de A Era dos Vagalumes – o florescer de uma nova cultura política (2006);
- Coautor de O Pacto pelo Rio Grande – O Jogo da Verdade (2006).